# Granny Boswell
Ann "Granny" Boswell (1813-16 de abril de 1909) fue una curandera gitana, que tenía reputación de bruja en Helston, Cornualles, Reino Unido.

## Biografía
Ann Boswell nació en Irlanda en 1813 en una familia romaní. Se casó con Ephraim Boswell, conocido localmente como "Rey de los gitanos". A partir de 1860, la pareja vivió en el oeste de Cornualles, en The Lizard alrededor de Helston. Tuvieron seis hijos la primera de los cuales, Love Unity Boswell, nació en 1861. Su esposo trabajó como peón, trabajador de la caña y ebanista.
Boswell era conocida en la zona por su trabajo como adivina y curandera ya que vendía amuletos curativos. Especialmente era conocida por su habilidad para curar ganado enfermo. Alrededor de 1900, el fotógrafo Alfred Herbert Hawke le tomó una fotografía, en la que aparece sentada, fumando una pipa. Boswell fue enviada a la workhouse de Helston por estar ebria en público y murió allí el 16 de abril de 1909. A su funeral asistió una gran multitud. Está enterrada en la Capilla Metodista de Tregerest.